# Isabel de Beaumont
Isabel de Beaumont (Castelo de Loughborough, c. 1320 — Leicester, 24 de março de 1361), foi uma nobre britânica, sendo a filha mais nova de Henrique de Beaumont e de Alice Comyn, Condessa de Buchan.

## Família
Isabel nasceu por volta de 1320. Ela tinha mais nove irmãos, incluindo João de Beaumont, Segundo Lorde de Beaumont. Os avós paternos de Isabel eram Luiz de Brienne, Visconde de Beaumont, e Agnes, Viscondessa de Beaumont. Seus avós maternos eram Alexander Comyn, xerife de Aberdeen e Joan le Latimer.

## Casamento e filhos
Casou-se com Henrique de Grosmont, 1.º Duque de Lancaster em 1337. Isabel deu à luz duas filhas: 
- Maud, Condessa de Leicester (4 de Abril de 1339 – 10 de Abril de 1362), casou-se com  Guilherme I da Baviera. Morreu sem filhos.
- Branca de Lencastre (25 de Março de 1345 – 12 de setembro de 1369), casou-se com João de Gante, filho de Eduardo III de Inglaterra, com três filhos vivos até a vida adulta. Branca herdou todas as propriedades do pai quando sua irmã mais velha morreu[1].

Isabel morreu em 1361 no Castelo de Leicester. Foi enterrada na Abadia de Newark, em Leicester. Seu marido morreu da mesma doença que a vitimou em março do mesmo ano.
Através de Branca, Isabel tornou-se ancestral da Casa de Lencastre, com  Henrique IV de Inglaterra como neto. Filipa de Lencastre Rainha consorte de Portugal também foi sua neta.